# Peter Ustinov

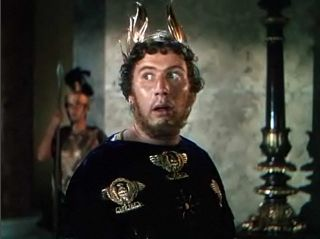
Císař Nero ve snímku Quo Vadis (1951)

Sir Peter Alexander Ustinov, CBE (16. dubna 1921 Londýn – 28. března 2004 Genolier, Vaud) byl britský herec, humorista, novinář, scénograf, divadelní i filmový režisér, scenárista, moderátor a divadelní organizátor, dvojnásobný držitel ceny Americké akademie filmových umění a věd Oscara, trojnásobný držitel ceny Emmy, držitel ceny Zlatý glóbus a BAFTA.
Pocházel z uměleckého prostředí, jeho otec byl novinář a matka malířka. Měl ruské, německé, francouzské a italské předky. Ve filmu se poprvé objevil na počátku 40. let 20. století. Mezi jeho nejznámější role patří ztvárnění detektiva Hercule Poirota ve snímku Smrt na Nilu z roku 1978 nebo role římského císaře Nerona ve filmové adaptaci románu Quo Vadis.
Svého prvního Oscara obdržel za film Spartakus (1960), druhého za film Topkapi z roku 1964. V roce 1968 navštívil Československo a podruhé se vrátil v roce 1991, kdy vystupoval v pražském Národním divadle, potřetí pobýval v Česku v roce 2001. Více než 35 let působil také jako ambasador dětského fondu UNICEF.

## Filmografie
(výběr)

### Film
- 1951 Quo Vadis - role: císař Nero
- 1957 Egypťan
- 1960 Spartacus
- 1964 Topkapi
- 1968 Hot Millions
- 1973 Robin Hood
- 1976 Loganův útěk
- 1977 Dvojčata
- 1978 Smrt na Nilu
- 1979 Vydra Tarka
- 1979 Budeme hubnout společně
- 1981 Charlie Chan a kletba Dračí královny
- 1982 Zlo pod sluncem
- 1988 Schůzka se smrtí
- 1989 Francouzská revoluce
- 1992 Lék pro Lorenza
- 1999 Farma zvířat (televizní film)
- 1999 Ženich na útěku
- 2001 Viktorie a Albert (televizní film)
- 2003 Luther

### Televize
- 1967 Klapzubova jedenáctka (TV seriál) Díl 12: Muži z Ria- role: televizní komentátor